# فرنسيسكو كونا ليال
فرنسيسكو كونا ليال هو عسكري ووزير وكاتب وصحفي وسياسي برتغالي، ولد في 22 أغسطس 1888 في Pedrógão de São Pedro ‏ في البرتغال، وتوفي في 26 أبريل 1970 في لشبونة في البرتغال. نشط حزبياً في National Republican Party (Portugal) ‏.